# Stuart Baxter
Stuart Baxter (nacido el 16 de agosto de 1953) es un exfutbolista y entrenador de fútbol inglés que se desempeñaba como centrocampista. Actualmente dirige al Kaizer Chiefs de la Premier Soccer League de Sudáfrica.

## Trayectoria como entrenador
Tras una gran trayectoria profesional como jugador Baxter regresó a Escandinavia para comenzar su carrera como entrenador para trabajar con el equipo juvenil de Örebro SK. En 1986, fue nombrado entrenador del equipo noruego del IF Skarp. Al año siguiente se convirtió en entrenador del equipo portugués Vitória de Setúbal antes de regresar a Suecia para dirigir un período de tres años al Halmstads BK entre 1988 y 1991. 
Más tarde, Baxter se mudó a Japón para entrenar primero al Sanfrecce Hiroshima, entre 1992 y 1994, y luego al Vissel Kobe, en 1997. Asumió el cargo de gerente de Kobe solo días después de que un terremoto causó devastación en la ciudad y pasó dos semanas viviendo en una improvisada caravana en el aparcamiento del club.
En 1998, Baxter regresó a Suecia para firmar en el AIK, donde los guio al campeonato sueco. Habiéndose clasificado para la UEFA Champions League, Baxter llevó al AIK a la fase de grupos donde los campeones suecos jugaron contra algunos de los equipos más grandes de Europa, como Barcelona, Arsenal y Fiorentina. Como era de esperar, AIK terminó último del grupo. Después de dos temporadas, se marchó a Noruega para dirigir al FC Lyn Oslo.
En 2002 Baxter fue contratado por la Football Association para entrenar al equipo de Inglaterra Sub-19. Después de dos años, fue contratado como entrenador de la selección absoluta de Sudáfrica. En el otoño de 2005, dejó este cargo al no poder clasificarse para la Copa del Mundo de 2006. Más tarde tuvo otro breve período en el Vissel Kobe antes de regresar a Helsingborg, esta vez como entrenador en 2006. Llevó al equipo sueco más allá de la fase de grupos de la Copa de la UEFA en 2007, pero dimitió a finales de año.
A principios de 2008, Baxter fue nombrado entrenador de la selección absoluta de Finlandia con un contrato de dos años. En enero de 2009 se anunció que había firmado un contrato ampliado que lo mantendrá a cargo del equipo de Finlandia durante la campaña de la Eurocopa de 2012. 
Durante el otoño de 2010, la selección nacional de Finlandia perdió partidos importantes contra Moldavia y Hungría, pero Baxter se negó a dimitir. En noviembre de 2010, la Asociación de Fútbol de Finlandia reveló que Baxter ya no continuaría en su trabajo como entrenador de la selección nacional.
El 7 de mayo de 2012, Baxter fue anunciado como el nuevo entrenador del club sudafricano Kaizer Chiefs. Comenzó a desempeñar sus funciones en junio de 2012. En la primera temporada bajo su dirección, Amakhosi completó el doblete, terminando primero en la Premier Soccer League 2012-13 y derrotando a Supersport United 1-0 para ganar la Copa Nedbank.
La campaña de la Premier Division de Sudáfrica 2013-14 terminó con una decepción porque el equipo de soweto no logró registrar un trofeo a pesar de ocupar la primera posición en la liga durante la mayor parte de la temporada.
El 2 de junio de 2015, Stuart Baxter se separó de Kaizer Chiefs. 
El 9 de junio de 2015, Baxter se unió al club turco Genclerbirligi, pero su contrato se rescindió mutuamente el 24 de agosto de 2015 después de derrotas en los dos primeros partidos de la temporada 2015-16. 
El 27 de enero de 2016, Baxter fue contratado a mitad de temporada por SuperSport United. Esa temporada, Baxter llevó a su equipo a la gloria de la Copa Nedbank. La siguiente temporada (2016/2017) vería a Supersport United retener su trofeo de la Copa Nedbank, derrotando nuevamente a los Orlando Pirates en la final. 
El 4 de mayo de 2017, Baxter regresó como entrenador de Sudáfrica por segunda vez, reemplazando a Ephraim 'Shakes' Mashaba, que fue despedido en diciembre de 2016. Renunció en agosto de 2019.
El 19 de junio de 2020, Baxter fue anunciado como el entrenador en jefe del club de la Superliga india, Odisha FC, con un contrato de dos años.

## Clubes

### Jugador
| Club                 | País           | Año         |
| -------------------- | -------------- | ----------- |
| Preston North End FC | Inglaterra     | 1973 - 1975 |
| Morecambe FC         | Inglaterra     | 1975        |
| Dundee United FC     | Escocia        | 1975        |
| Stockport County FC  | Inglaterra     | 1976 - 1977 |
| South Melbourne FC   | Australia      | 1978 - 1979 |
| Landskrona BoIS      | Suecia         | 1980        |
| Helsingborgs IF      | Suecia         | 1981        |
| South Melbourne FC   | Australia      | 1982        |
| San Diego Sockers    | Estados Unidos | 1983        |
| Örebro SK            | Suecia         | 1983 - 1984 |

### Entrenador
| Club                                     | País       | Año             |
| ---------------------------------------- | ---------- | --------------- |
| Örebro SK                                | Suecia     | 1985            |
| IF Skarp                                 | Noruega    | 1986            |
| Vitória Setubal                          | Portugal   | 1987            |
| Halmstads BK                             | Suecia     | 1988 - 1991     |
| Sanfrecce Hiroshima                      | Japón      | 1992 - 1994     |
| Vissel Kobe                              | Japón      | 1995 - 1997     |
| AIK Estocolmo                            | Suecia     | 1998 - 2000     |
| FC Lyn Oslo                              | Noruega    | 2001            |
| Selección de fútbol sub-19 de Inglaterra | Inglaterra | 2004 - 2005     |
| Selección de fútbol de Sudáfrica         | Sudáfrica  | 2002 - 2004     |
| Vissel Kobe                              | Japón      | 2006            |
| Helsingborgs IF                          | Suecia     | 2006 - 2007     |
| Selección de fútbol de Finlandia         | Finlandia  | 2008 - 2010     |
| Kaizer Chiefs                            | Sudáfrica  | 2012 - 2015     |
| Gençlerbirliği Spor Kulübü               | Turquía    | 2015            |
| SuperSport United Football Club          | Sudáfrica  | 2016 - 2017     |
| Selección de fútbol de Sudáfrica         | Sudáfrica  | 2017 - 2019     |
| Odisha Football Club                     | India      | 2020 - 2021     |
| Kaizer Chiefs                            | Sudáfrica  | 2021 - 2022     |
| Helsingborgs IF                          | Suecia     | 2023 - presente |